# یسونزوئیل (اوورخنگای)
یسونزوئیل (به لاتین: Yesönzüil) یک منطقهٔ مسکونی در مغولستان است که در استان اوورخانگای واقع شده‌است.